# Boombox
Boombox (Бумбокс, Bumboks) je ukrajinská rocková a popová skupina, kterou v roce 2004 založili zpěvák Andrij Chlyvňuk a kytarista Andrij Samoilo. Jejich písně jsou psány převážně v ukrajinštině, alba a singly obsahují některé písně v ruštině a angličtině.
Své první album Меломанія (Melomania) kapela nahrála za pouhých 19 hodin a vydala v dubnu 2005.
Kapela vystupovala ve městech po celé Ukrajině, včetně Lvova, Oděsy, Kovelu, Užhorodu a Kyjeva. Koncertovala i v dalších evropských zemích, Spojených státech amerických a Kanadě. V roce 2015 absolvovali turné k 10. výročí po Severní Americe.

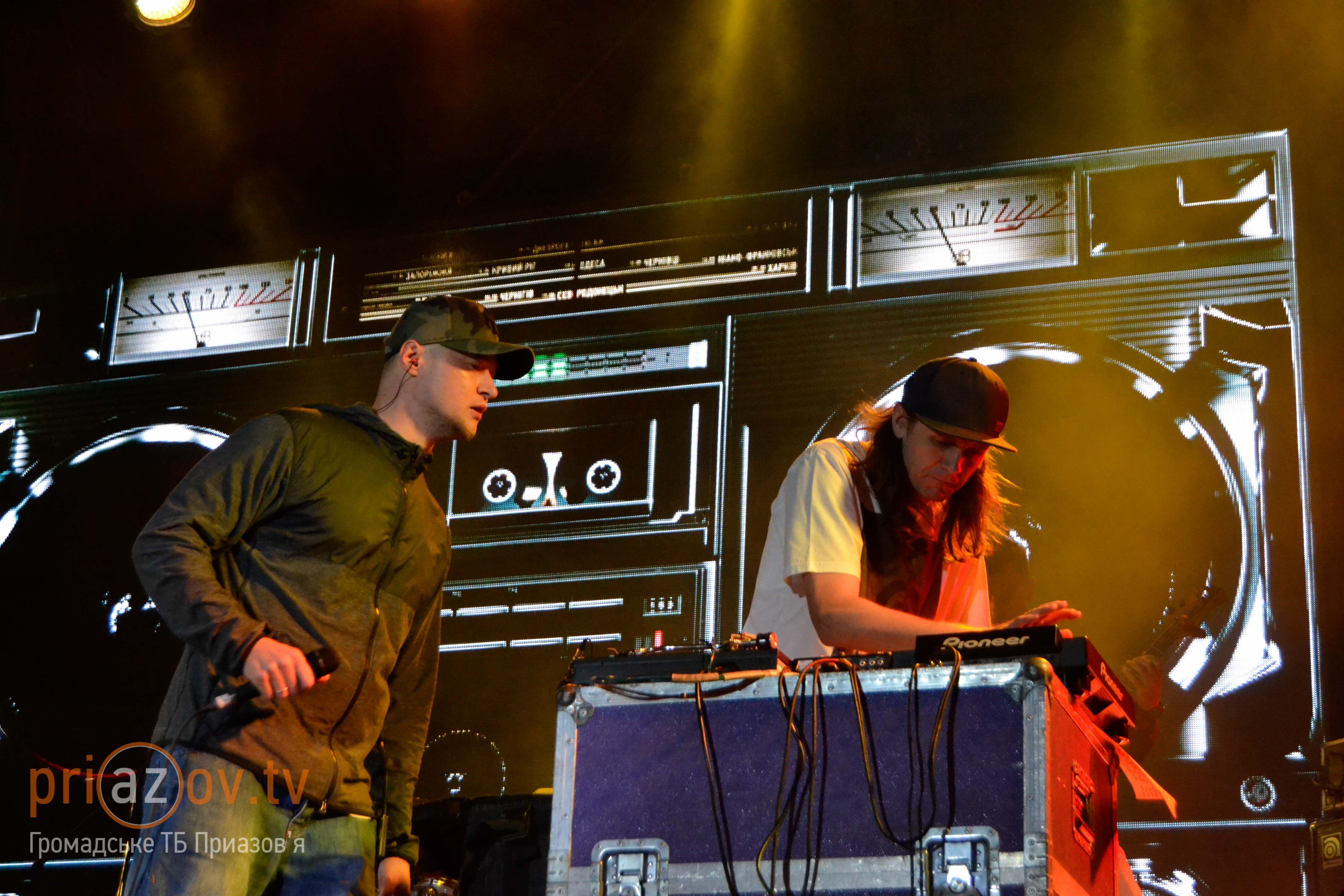
Boombox v roce 2017 v Mariupolu

Po ruské anexi Krymu v roce 2014 kapela přestala vystupovat v Rusku.
Když Rusko v roce 2022 napadlo Ukrajinu, odložila turné po Severní Americe a všichni její členové se připojili k ukrajinským silám územní obrany. Chlyvňuk oblečený ve vojenské uniformě nahrál v Kyjevě a cappella verzi ukrajinské lidové písně „Červená kalina“ a zveřejnil ji na sociálních sítích. Video se stalo virální a píseň hymnou ukrajinského odporu. Britská kapela Pink Floyd nahrála singl „Hey, Hey, Rise Up!“, obsahující Chlyvňukovy vokály, a v dubnu 2022 ho vydala na podporu Ukrajiny. Také jihoafrický hudebník The Kiffness vytvořil remix Chlyvňukovy nahrávky, aby podpořil Ukrajinu.
V srpnu 2022 Boombox koncertoval v pražském Foru Karlín.

## Diskografie
- Меломанія (Melomania) (2005)
- Family бізнес (Rodinný podnik) (2006)
- III (2008)
- Все включено (All included) (2010)
- Середній Вік (Střední věk) (2011)
- Термінал Б (Terminál B) (2013)
- Люди (Lidé) (2016)
- Голий король (Nahý král) (2017)
- Таємний код: Рубікон. Частина 1 (2019)
- Таємний код: Рубікон. Частина 2 (2019)